# Musikernes fellesorganisasjon

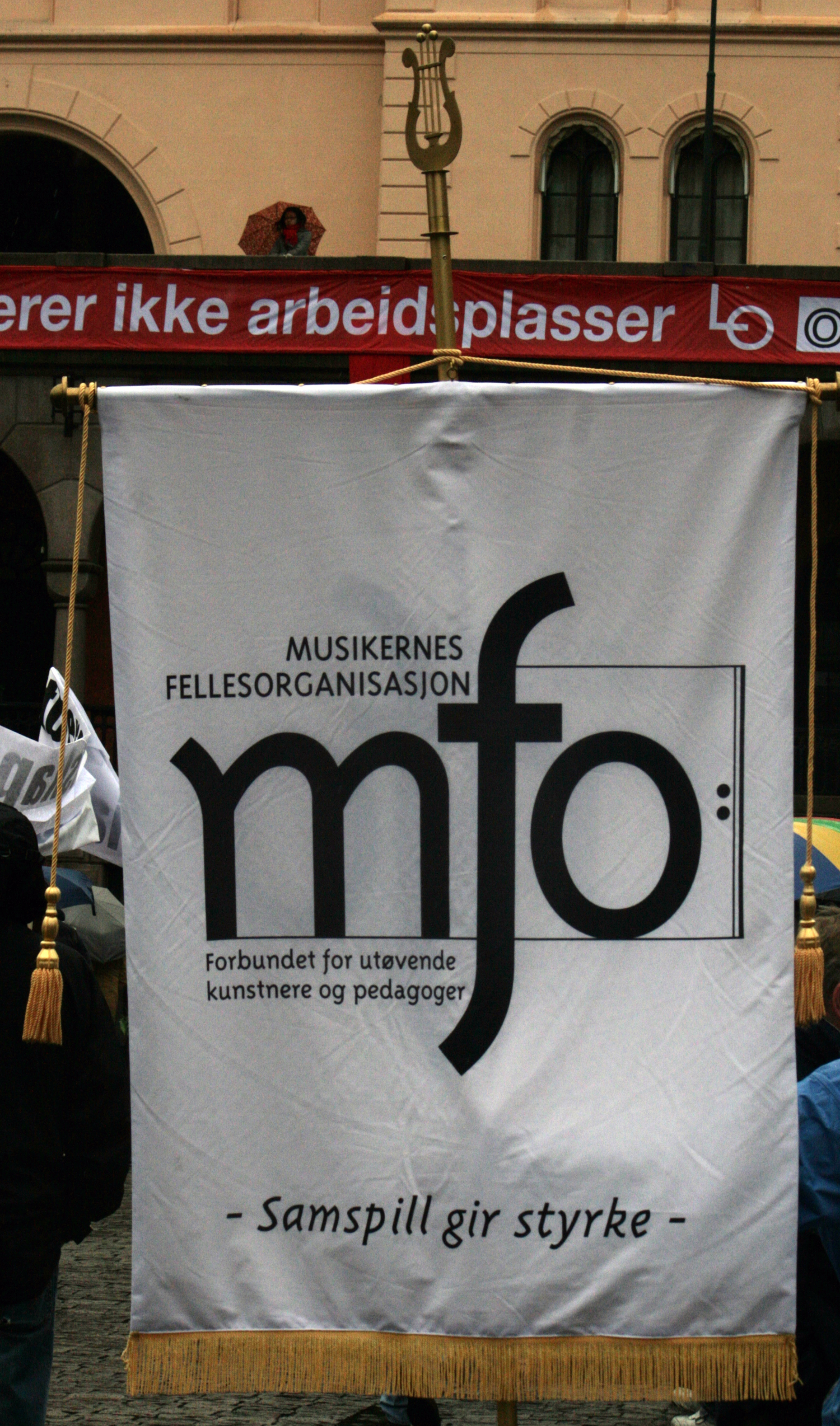
Banner der MFO (2010)

Die Musikernes fellesorganisasjon (MFO) ist eine norwegische Gewerkschaft. Sie entstand am 1. Januar 2001 durch eine Fusion von Norsk kantor- og organistforbund, Norsk Musikerforbund und Norsk Musiker- og Musikkpedagogforening.
Die Mitgliedschaft steht neben Musikern vielen verschiedenen Erwerbspersonen offen, zum Beispiel Musikpädagogen und ‑therapeuten, Sängern, Tänzern, Szenografen, Produzenten, Inspizienten, Souffleuren, Technikern und Musikkritikern. Ihren Sitz hat die MFO in Oslo.
Die MFO ist der Landsorganisasjonen i Norge (LO) angeschlossen. Verbandsleiter ist seit 2013 Hans Ole Rian, er wird von zwei Stellvertretern unterstützt. Die MFO hat über 8.600 Mitglieder (2018).